# Mihajlo Gruševski
Mihajlo Gruševski (ukrajinski: Михайло Сергійович Грушевський; Helm, 17. rujna 1866. – Kislovodsk, 26. studenog 1934.) bio je ukrajinski povjesničar, prosvjetni djelatnik, političar i prvi predsjednik neovisne Ukrajine, odnosno Ukrajinske Narodne Republike. Njegov znanstveni doprinos u mladim danima bio je cijenjen u širem okruženju, posebno u tadašnjem Ruskom Carstvu i Austro-Ugarskoj.
Mihajlo Gruševski je kao vrstan povijesni stručnjak zaslužan za tiskanje golemog opusa povijesnih knjiga iz ukrajinske povijesti u kojima na jasan i argumentiran način pojašnjava povezanost Kijevske Rusi i Ukrajine kao cjeline. U svome temeljnomu djelu »Povijest Ukrajine-Rusi« povezao je u jednu cjelinu starokijevsko kneževsko razdoblje s razdobljem poljsko-litavske okupacije i samim kozačkim razdobljem Ukrajine. S djelom «Kobzar», autora Tarasa Ševčenka, njegova djela predstavljaju temelje ukrajinske nacionalne ideje modernog doba.
Znanstveni doprinos Mihajla Gruševskog bio je vrlo svestran te je uz povijest uključivao i književnost, sociologiju, etnologiju i gotovo sve pomoćne povijesne znanosti. Umro je pod sumnjivim okolnostima 1934. godine u tijeku ubrzane industrijalizacije Sovjetskog Saveza obilježene raznim političkim i društvenim čistkama nepodobnih aktivista.

## Vanjske poveznice
- Mykhailo Hrushevs’kyi biography
- Історія української літератури
- Історія України-Руси